# Henri Sanz
Henri Sanz (Versailles, 2 aprile 1963) è un ex rugbista a 15 e allenatore di rugby a 15 francese, a lungo mediano di mischia del Narbona.

## Biografia
Cresciuto nel TEC (Toulose Electrogaz Club, gruppo sportivo dei lavoratori elettrici e gasisti di Tolosa), nella cui prima squadra militò a cavallo tra gli anni settanta e ottanta, Sanz fu a Graulhet prima di passare nel 1988 al Narbona, cui legò grandissima parte della carriera.
Con il club mediterraneo Sanz vinse tre Coppe di Francia, due delle quali da capitano.
Esordì in Nazionale francese nel 1988 contro la Romania e prese parte al Cinque Nazioni 1990.
Selezionato per la Coppa del Mondo di rugby 1991 in Inghilterra, non fu tuttavia mai schierato in corso di competizione, e quindi il suo ultimo incontro internazionale rimase quello di qualche settimana prima contro il Galles.
In un'occasione, nel 1989, contro l'Australia, Sanz disputò un incontro da capitano.
Dopo il ritiro, tra le sue varie attività, si è dedicato anche alla carriera tecnica; è allenatore della selezione regionale di rugby della Linguadoca.

## Palmarès
- Coppe di Francia: 3
Narbona: 1988-89, 1989-90, 1990-91